# Tenuipalpus transvaalensis
Tenuipalpus transvaalensis är en spindeldjursart som beskrevs av Meyer 1979. Tenuipalpus transvaalensis ingår i släktet Tenuipalpus och familjen Tenuipalpidae. Inga underarter finns listade i Catalogue of Life.